# 韓國鐵道公社220000系電聯車
韩国铁道公社220000系幹線电力动车组（：／）是韩国铁道公社的一款特急型150公里級幹線电力动车组，在京釜线等干线运营。

## 概述
220000系电力动车组製造目的在於取代舊的無窮花號車輛，作為幹線电力动车使用，于2023年9月1日以ITX-MAUM的名稱開始營運。开始投入运营，第一批将有27列，至2028年预计有107列列车。

## 技術
220000系电力动车组由Dawonsys制造，設計最高速度165公里，行駛最高速度為每小時150公里，由2動2拖4節編組組成，全列有264個座位，还可以2列重聯為8節編組。另外还预计建造6節編組的列车，番号为230000系。列车牵引电机由中国中车制造。

## 車內
車內配備了無線網絡、每個座位的電源插座和USB端口、閱讀燈等個人設施，並且首次在车厢之間為站立乘客設置了簡易座位。